# 白龍町
白龍町（はくりゅうちょう）は、愛知県名古屋市瑞穂区の町名。現行行政地名は白龍町1丁目から白龍町3丁目。住居表示未実施。

## 地理
名古屋市瑞穂区の南西部に位置し、東に津賀田町、西に下坂町、南に柳ケ枝町、北に田光町と接する。郵便番号は467-0826（集配局：瑞穂郵便局）。

## 歴史

### 近代
かつてこの場所には縦171間、横50間、面積9540坪という規模の灌漑用ため池である田光池（田光ケ池、蛸ケ池）があり、田光池の周辺は田光公園として整備されていた。戦後すぐの時期に瑞穂耕地整理組合によって埋め立てられて宅地化された。

### 現代
2010年代に白龍町1丁目に15階建ての高層マンションの建設が計画されると、一部の住民らが「名古屋白龍 住環境を守る会」を設立して反対運動を行った。2016年（平成28年）10月、反対運動のリーダーが現場監督に暴行したとして現行犯逮捕され、2018年（平成30年）2月には名古屋地方裁判所で無罪が確定したが、リーダーらは警察と業者が計画した冤罪事件であるとして名古屋地方裁判所に国家賠償請求訴訟を行った。高層マンションは2018年（平成30年）に竣工して入居が行われている。

## 世帯数と人口
2019年（平成31年）3月1日時点の世帯数と人口は以下の通りである。
| 町丁   | 世帯数  | 人口    |
| ------ | ------- | ------- |
| 白龍町 | 546世帯 | 1,161人 |

### 人口の変遷
国勢調査による人口の推移
| 1995年（平成7年）  | 1,222人 | [ 10 ] |  |
| 2000年（平成12年） | 1,242人 | [ 11 ] |  |
| 2005年（平成17年） | 1,169人 | [ 12 ] |  |
| 2010年（平成22年） | 1,157人 | [ 13 ] |  |
| 2015年（平成27年） | 941人   | [ 14 ] |  |

## 学区
市立小・中学校に通う場合、学校等は以下の通りとなる。また、公立高等学校に通う場合の学区は以下の通りとなる。なお、小学校は学校選択制度を導入しておらず、番毎で各学校に指定されている。
| 丁目        | 小学校                                      | 中学校                 | 高等学校 |
| ----------- | ------------------------------------------- | ---------------------- | -------- |
| 白龍町1丁目 | 名古屋市立瑞穂小学校 名古屋市立井戸田小学校 | 名古屋市立津賀田中学校 | 尾張学区 |
| 白龍町2丁目 | 名古屋市立瑞穂小学校                        | 名古屋市立津賀田中学校 | 尾張学区 |
| 白龍町3丁目 | 名古屋市立瑞穂小学校 名古屋市立井戸田小学校 | 名古屋市立津賀田中学校 | 尾張学区 |

## 施設

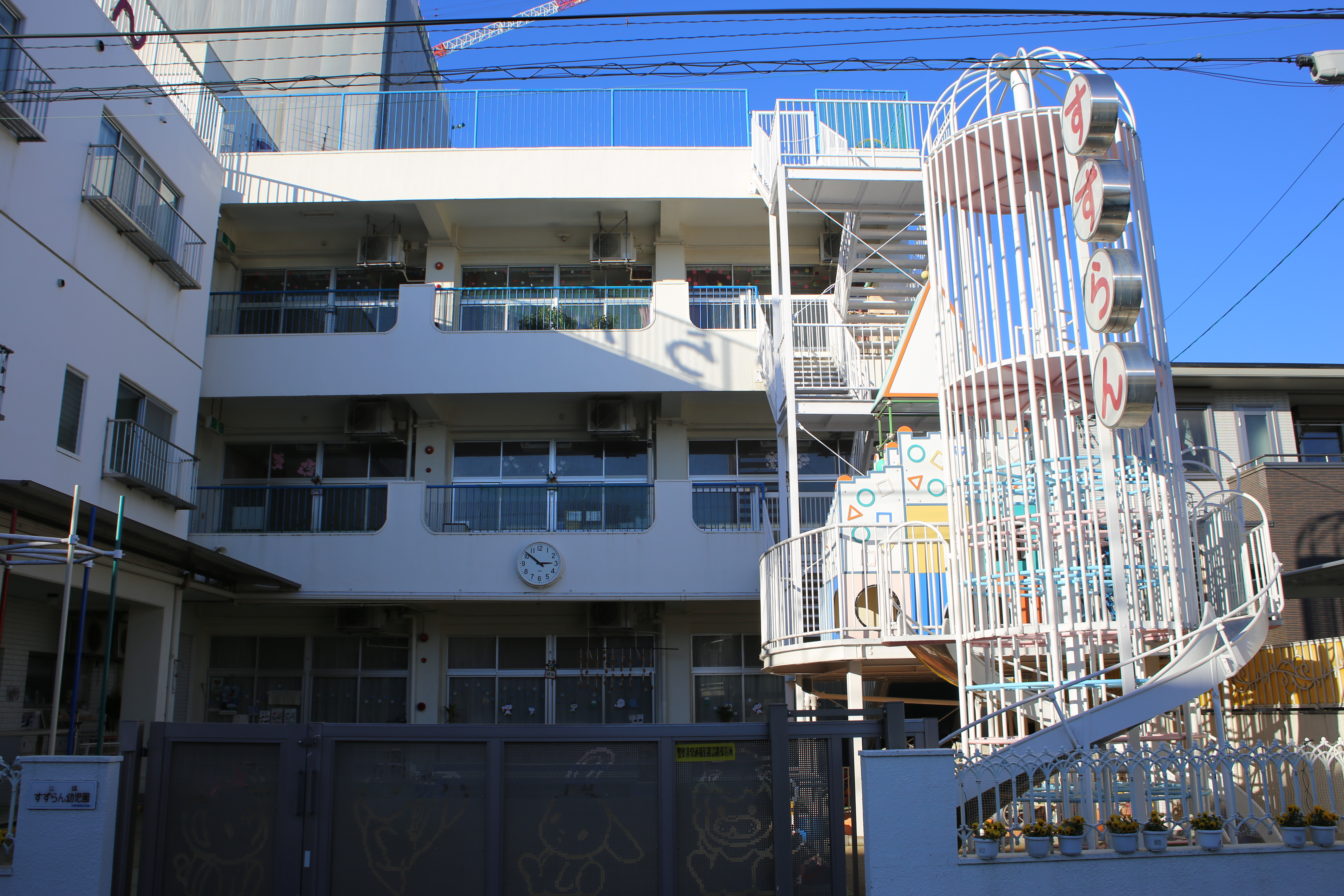
すずらん幼児園

- すずらん幼児園
- 白龍神社